# Tatiana Astengo
Tatiana Angélica Astengo Bravo (Lima, 7 de junio de 1967) es una actriz peruana. Ha conseguido mayor notoriedad por sus papeles principales como Reyna Pachas en la serie de televisión Al fondo hay sitio y como Elvira Ugarte en De vuelta al barrio.

## Biografía
Realizó sus estudios escolares en el Colegio James Monroe en el distrito de Jesús María, Lima. Astengo estudió Ciencias de la comunicación en la Universidad de San Martín de Porres. Laboró como periodista de prensa escrita y televisión, trabajando como redactora de espectáculos de la revista Telecolor. También se desempeñó como reportera, animadora y presentadora. Cursó clases de canto, baile, comedia y arte dramático, y estudió por dos años en el Club de Teatro de Lima. 
Astengo empezó su carrera artística como bailarina en el Freddys Dancing Art en 1985. Además de su actividad como periodista, fue parte de programas cómicos y musicales a fines de la década de 1980.
Al inicio de los años 90, formó parte del grupo musical Candela como bailarina y cantante, llegando a hacer presentaciones en algunos programas de televisión.
En 1994, participó en Lluvia de Arena. Después, actuó en la serie Los Choches y en telenovelas como Tribus de la calle, Escándalo, Torbellino y Luciana y Nicolás. En el teatro, estuvo en Fantasmita Pluft, Monstruos en el Parque, Flor de cactus, Séptimo Cielo y Las Jugadoras. 
En 1999, debutó en el cine, interpretando a "La Pechuga" en el filme Pantaleón y las visitadoras, del director Francisco Lombardi. El personaje le valió buenas críticas y catapultó su carrera como actriz. El año siguiente participó en Tinta roja, del mismo director, quien la seleccionó para el papel de Valeria. 
Por su trabajo en El destino no tiene favoritos, Astengo recibió el premio "Andrés Torrejón" en el I Festival Internacional de Cine de Comedia de Móstoles y el premio a la Mejor Actriz en el VII Festival de Cine de Lima.
Desde 2005, durante su estadía en España, participó en episodios de series de televisión como El comisario, Hospital Central, Desaparecida y Cazadores de hombres. En 2008, Astengo actuó en la película española El patio de mi cárcel, interpretando a Luisa, una mujer colombiana presa. Al año siguiente, Astengo protagonizó Contracorriente del director Javier Fuentes-León, filme nominado a los Premio Goya como Mejor Película Hispanoamericana. También participó en un episodio de De repente, los Gómez de Telecinco. En 2011 participó en episodios Los misterios de Laura de TVE y La que se avecina de Telecinco. Regresó al Perú a mediados del mismo año y se unió al elenco de la serie de América Televisión Al fondo hay sitio como Reina Pachas, personaje que cuestionó el comportamiento sumiso de las mujeres en la sociedad.
En 2012, Astengo actuó en la obra infantil musical Hadas como Enriqueta.
En marzo de 2013, Astengo participó en la obra de teatro Deseo bajo los olmos. En el cine, apareció en la película de comedia Asu Mare.
El mismo año empezó a grabar para la película El elefante desaparecido de Javier Fuentes León, estrenada en 2014.
Astengo condujo brevemente el reality 12 corazones por América Televisión.
En 2017, Astengo participa en la sitcom peruana Pensión Soto por Latina Televisión.
A fines de 2018, apareció en el último episodio de la segunda temporada de De vuelta al barrio, como Elvira Ugarte Torres. El año siguiente continúa en la teleserie como parte del elenco principal.
En 2024, Tatiana forma parte de la serie española Ni una más, producida para Netflix.

## Filmografía

### Películas
| Año  | Título                                 | Rol                   | Notas                                   | Ref.   |
| ---- | -------------------------------------- | --------------------- | --------------------------------------- | ------ |
| 1999 | Pantaleón y las visitadoras            | ''La Pechuga''        |                                         |        |
| 2000 | Tinta roja                             | Valeria               |                                         |        |
| 2002 | Todo por debora                        |                       | Parte de la saga La vida es una lotería | [ 19 ] |
| 2002 | Mirada líquida                         | Inés                  | Cortometraje                            |        |
| 2002 | Django: La otra cara                   | Tania                 |                                         |        |
| 2003 | Ojos que no ven                        | Angélica              |                                         |        |
| 2003 | Paloma de papel                        | Camarada Carmen       |                                         |        |
| 2003 | El destino no tiene favoritos          | Oliva                 |                                         |        |
| 2004 | Promedio rojo                          | Enfermera Berta Bravo |                                         |        |
| 2008 | Fiestapatria                           | Maruca                |                                         |        |
| 2008 | El patio de mi cárcel                  | Luisa                 |                                         |        |
| 2008 | Animales de compañía                   |                       |                                         |        |
| 2009 | Siete minutos                          | Clarís                |                                         |        |
| 2009 | Contracorriente                        | Mariela               |                                         |        |
| 2009 | Keep Walking (Un churro con chocolate) | Tía                   | Cortometraje                            |        |
| 2013 | ¡Asu Mare!                             | Marujita              |                                         |        |
| 2014 | El elefante desaparecido               | Fiscal Elena Sánchez  |                                         |        |
| 2015 | La herencia                            |                       |                                         |        |
| 2015 | Magallanes                             |                       |                                         |        |
| 2018 | Django: Sangre de mi sangre            | Tania                 |                                         |        |
| 2021 | Las mejores familias                   | Luzmila               |                                         |        |
| 2023 | Redención                              | Norma                 |                                         |        |
| 2024 | Vivo o muerto: el expediente García    | Cristina              |                                         |        |

### Televisión
| Año            | Título                          | Rol                                                | Notas                                             | Ref.   |
| -------------- | ------------------------------- | -------------------------------------------------- | ------------------------------------------------- | ------ |
| 1987-1990      | Mirando la radio                |                                                    |                                                   |        |
| 1990-1994 1998 | Las mil y una de Carlos Álvarez |                                                    |                                                   | [ 20 ] |
| 1994           | Sinvergüenza                    |                                                    |                                                   |        |
| 1995           | Los choches                     |                                                    |                                                   |        |
| 1996           | Tribus de la calle              |                                                    |                                                   |        |
| 1996           | Lluvia de arena                 |                                                    |                                                   |        |
| 1997           | Escándalo                       |                                                    |                                                   |        |
| 1997           | Torbellino                      |                                                    |                                                   |        |
| 1997-1999      | Pataclaun                       | Ella Misma                                         | Invitada                                          |        |
| 1998           | Cosas del amor                  | Leticia                                            |                                                   |        |
| 1999           | Luz María                       | Ofelia                                             |                                                   |        |
| 2000-2001      | Milagros                        | Irene ''Body'' Ramírez                             |                                                   |        |
| 2003           | Luciana y Nicolás               |                                                    |                                                   |        |
| 2005           | El comisario                    |                                                    | Episodio: "Celo profesional"                      |        |
| 2005           | Hospital Central                | Amaranta                                           |                                                   |        |
| 2007           | El Profe                        | Lucía Rojas                                        |                                                   |        |
| 2007           | Desaparecida                    | Prostituta # 1                                     | Episodio: "Día 1"                                 |        |
| 2008           | Cazadores de hombres            |                                                    |                                                   |        |
| 2009           | De repente, los Gómez           |                                                    | Episodio: "Revelaciones"                          |        |
| 2011           | Los misterios de Laura          | Soraya                                             | Episodio: "El misterio del paciente insatisfecho" |        |
| 2011           | La que se avecina               | María Manuela Patricia Rosillo Chaguara "Manolita" |                                                   |        |
| 2011           | Días de cine                    | Ella Misma                                         |                                                   |        |
| 2011-2016      | Al fondo hay sitio              | Reina Pachas                                       | Antagonista Recurrente                            |        |
| 2014           | 12 corazones                    | Ella Misma                                         | Presentadora                                      |        |
| 2017           | Pensión Soto                    | Soila Soto                                         |                                                   |        |
| 2018-2019      | De vuelta al barrio             | Elvira Ugarte Torres                               | Antagonista Principal                             |        |
| 2023           | Honor                           | Samira                                             | Episodio 1                                        |        |

## Teatro
| Año  | Título                 | Rol          | Notas | Teatro           | Ref. |
| ---- | ---------------------- | ------------ | ----- | ---------------- | ---- |
|      | Fantasmita Pluft       |              |       |                  |      |
|      | Monstruos en el Parque |              |       |                  |      |
|      | Flor de cactus         |              |       |                  |      |
|      | Séptimo Cielo          |              |       |                  |      |
|      | Las Jugadoras          |              |       |                  |      |
| 2012 | Hadas                  | Enriqueta    |       | Jockey Plaza     |      |
| 2013 | Deseo bajo los olmos   | Abbie Putnam |       | Teatro Británico |      |

## Premios y nominaciones
| Año  | Premio                                                                                 | Categoría          | Trabajo                       | Resultado | Ref.   |
| ---- | -------------------------------------------------------------------------------------- | ------------------ | ----------------------------- | --------- | ------ |
| 2003 | Premio "Andrés Torrejón" en el I Festival Internacional de Cine de Comedia de Móstoles | Mejor actriz       | El destino no tiene favoritos | Ganadora  | [ 21 ] |
| 2003 | VII Festival de Cine de Lima                                                           | Mejor actriz       | El destino no tiene favoritos | Ganadora  |        |
| 2012 | Premios Luces de El Comercio                                                           | Mejor actriz de TV | Al fondo hay sitio            | Nominada  |        |
| 2013 | Premios Luces de El Comercio                                                           | Mejor actriz de TV | Al fondo hay sitio            | Ganadora  |        |
| 2014 | Premios Luces de El Comercio                                                           | Mejor actriz de TV | Al fondo hay sitio            | Ganadora  |        |
| 2015 | Premios Luces de El Comercio                                                           | Mejor actriz de TV | Al fondo hay sitio            | Ganadora  |        |
| 2019 | Premios Luces de El Comercio                                                           | Mejor actriz de TV | De vuelta al barrio           | Ganadora  |        |
| 2021 | Premios Luces de El Comercio                                                           | Mejor actriz de TV | Las mejores familias          | Nominada  |        |
| 2024 | Premios APRECI                                                                         | Mejor actriz       | Redención                     | Nominada  | [ 22 ] |